# Treffpunkt: Paris!
Treffpunkt: Paris! ist ein US-amerikanischer Spielfilm aus dem Jahre 1934 von Henry Hathaway mit Gary Cooper, Carole Lombard und Shirley Temple in den Hauptrollen.

## Handlung
Jerry Day und Toni Carstairs sind ein Paar, das sorgenfrei in den Tag hineinlebt. Als Juwelendieb mag Jerry ungern arbeiten und ist daher stets hinter dem „schnellen Geld“ her. Beide befinden sich auf der Überfahrt von Schanghai in die USA, als Jerry aus Connecticut die traurige Nachricht von dem Tod seiner Ehefrau erhält. Nun fordern ihre Eltern ihn auf, sich um beider fünfjährige Tochter Penelope, genannt „Penny“, zu kümmern. Dies passt nicht in Jerrys Lebensplanung, und er ist sogar willens und bereit, Penny für 75.000 Dollar an seinen Schwager abzugeben. Toni aber hat genug von dem Leben unterwegs, immer in der Sorge, eines Tages verhaftet zu werden. Angesichts Jerrys Vorstellungen von beider Zukunft trennt sie sich vorläufig von ihm und geht allein nach Paris.
In Connecticut angekommen, erkennt Jerry recht bald, dass es nicht gut sein kann, wenn seine Tochter unter der Fuchtel seiner stocksteifen und strengen Schwiegereltern aufwächst. Und so entschließt er sich, Penny nun doch zu sich zu nehmen und sich um sie zu kümmern. Als erstes sagt er der Unwissenden, dass er ihr Vater ist. Jerry geht mit Penny nach New York. Da er wieder knapp bei Kasse ist, verhökert er eine angebliche Option auf eine Mine (die jedoch ein einziger Schwindel ist) an einen älteren Herrn, Felix Evans, und reist anschließend mit dem Erlös, einem 5000-Dollar-Scheck, nach Europa. Doch Jerry hat Pech, denn eben jener Mr. Evans befindet sich gleichfalls an Bord des Schiffes. In der französischen Hauptstadt angekommen, stellt Toni ihrem Lebensgefährten ein Ultimatum: entweder so weitermachen wie bisher (aber dann ohne sie) oder sich mit ihr irgendwo fest niederlassen. Obwohl Jerry einen Job als Immobilienverkäufer und somit endlich die Chance erhält, ehrlich und sesshaft zu werden, fällt er in die alte Fahrwasser zurück, als ihm ausgerechnet Felix Evans erzählt, dass er ebenfalls ein Gauner ist. Evans bietet Jerry an, in seinen Plan für einen Perlendiebstahl einzubeziehen. Das Opfer hat er auch schon ausgeguckt: die wohlhabende Mrs. J. H. P. Crane.
Die ältere Dame freundet sich zwischenzeitlich mit Penny an, die nichts von dem kriminellen Treiben ihres Vaters ahnt. Als Pennys Schulgeld gezahlt werden muss, ist Jerry nicht flüssig, und er muss sein Konto überziehen, um diese Rechnung zu begleichen. Mrs. Crane, die an Penny einen Narren gefressen hat, bietet an, das Kind zu adoptieren. Jerry lehnt ab, weil er glaubt, es auch allein schaffen zu können. Für Penny gibt Mrs. Crane eine Party, die Jerry dazu missbraucht, um Mrs. Cranes Perlen zu stehlen. Das Geschmeide versteckt er anschließend in Pennys Teddybär. Als der Diebstahl publik wird, fragt Penny ihren Vater ganz offen, ob er die langen Finger gemacht hat. Dreist belügt Jerry seine Tochter und schwört, dass er unschuldig sei. Penny findet die Halskette in ihrem Stofftier und erkennt, dass ihr Papa gelogen hat. Toni erzählt, um das Kind zu schonen, Penny wahrheitswidrig, dass nicht Jerry, sondern sie selbst die Halskette gestohlen hat. Anschließend macht Toni Jerry klar, dass sie von ihm endgültig die Nase voll habe. 
Jerry erkennt, dass er den Bogen überspannt hat, und fordert von Felix, der inzwischen die Halskette an sich genommen hat, das Diebesgut zurück. Felix bedroht Jerry mit einem Revolver. Es kommt zu einem Zweikampf, bei dem Jerry Felix erschießt. Jerry, selbst verwundet, gibt die Halskette an Mrs. Crane zurück und bietet ihr an, Penny nun doch zu sich zu nehmen. Um ihren Vater vor seiner Tochter nicht bloßzustellen, erklärt Mrs. Crane gegenüber Penny, dass sie sich mit der Halskette geirrt habe. Sie sei nicht gestohlen worden, sondern sie habe sie lediglich verlegt. Dann bringt sie das kleine Mädchen auf ein Internat. Kurz darauf bricht Jerry im Beisein von Toni, die ihn in ein Krankenhaus bringt, zusammen und erklärt ihr, dass er endlich aufgehört habe, davonzulaufen.

## Produktionsnotizen
Treffpunkt: Paris! entstand in Hollywood und wurde am 31. August 1934 uraufgeführt. Die deutsche Premiere fiel auf den 12. Mai 1937.
Emanuel Cohen war Herstellungsleiter, Jack Kirkland und Melville Baker lieferten die Story unter dem Titel Honor Bright. Hans Dreier entwarf die von Robert Usher und Richard O’Dell ausgeführten Bauten. 

## Wissenswertes
Mit diesem Film und dem kurz zuvor gedrehten "Die Glückspuppe" gelang Shirley Temple an der Seite der bereits als Stars etablierten Cooper und Lombard 1934 der Durchbruch zum Leinwandstar. 

## Synchronisation
| Rolle          | Darsteller     | Synchronsprecher      |
| -------------- | -------------- | --------------------- |
| Jerry Day      | Gary Cooper    | Siegfried Schürenberg |
| Toni Carstairs | Carole Lombard | Hertha von Walther    |
| Penny Day      | Shirley Temple | Gina Presgott         |
| Felix Evans    | Guy Standing   | Walter Werner         |

## Kritiken
„Todsichere Kinokassenunterhaltung.“

Der Movie & Video Guide befand: „Die übliche Geschichte vom Juwelendieb, der auf den Pfad der Tugend zurückkehrt. Lombard wird von Cooper und Temple überschattet“.

„Fachmännisch ersonnen, um erstklassige Unterhaltung zu bieten.“

Halliwell’s Film Guide meinte: „Kuriose Mischung aus Komödie und Drama, die damals ein Kassenerfolg war, aber heute ziemlich veraltet wirkt.“